# Frank Ferera
Frank Ferera, all'anagrafe Frank Ferreira II (Honolulu, 12 giugno 1885 – 26 giugno 1951), è stato un cantante statunitense, originario delle Hawaii.
Fu attivo con apprezzate registrazioni discografiche tra il 1915 e il 1930. Fu la prima star della musica hawaiana ed influenzò molti altri artisti anche di genere blues.

## Biografia
Nato da Frank e Maria Ferreira, di origine portoghese ed emigrati nel XIX secolo alle Hawaii, mostrò fin da piccolo il proprio talento imparando presto a suonare la steel guitar e l'ukulele. Intorno al 1890 fu influenzato dalle prime registrazioni discografiche di musicisti hawaiani.
Intorno al 1905 decise di intraprendere la carriera di musicista muovendo i primi passi nel mondo musicale delle Hawaii, influenzato dall'avvento della steel guitar, la chitarra dalle corde d'acciaio, con cui Joseph Kekuku aveva già compiuto una tournée negli Stati Uniti registrando al contempo il primo album di musica hawaiana.
Nel 1914 emigrò negli Stati Uniti in vista della Panama-Pacific International Exposition di San Francisco in programma l'anno successivo. Nel 1916 si sposò con Eva Perkins ma il matrimonio durò poco e i due dopo breve tempo divorziarono.
Poco tempo dopo si sposò a Seattle con Helen Greenus (in arte Helen Louise), anch'essa cantante e più giovane di lui di un paio di anni. Assieme alla moglie effettuò numerose tournée, prendendo parte a spettacoli di vaudeville. Ferera e Greenus furono scritturati dalla Columbia Records, casa discografica con la quale incisero numerosi singoli.
Per la Edison Record Ferera incise quello che è stato probabilmente il suo brano più celebre: St. Louis Blues.

## Galleria d'immagini

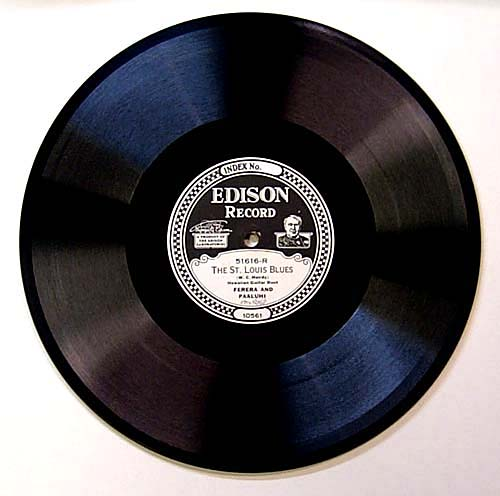
Il singolo con The St. Louis Blues
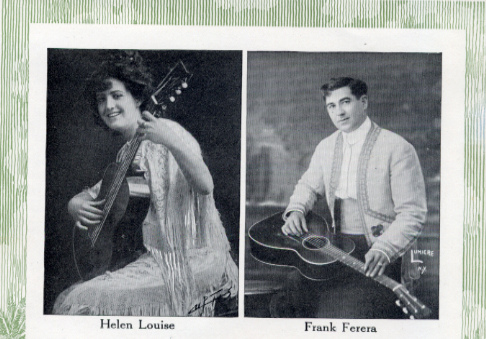
Frank Ferera con Helen Louis

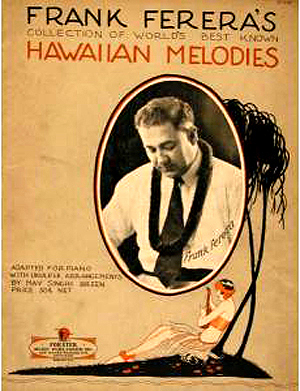
Copertina di una collezione di melodie hawaiane
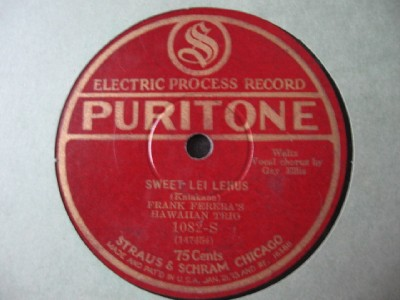
Vecchio disco della Puritone

## Discografia
| Titolo Lato A - Lato B                                  | Etichetta              | Anno          | Note                                       |
| ------------------------------------------------------- | ---------------------- | ------------- | ------------------------------------------ |
| My Old Kentucky Home / Medley Of Hawaiian Waltzes       | Columbia Records       | 1915          |                                            |
| Ua Like No Alike / Medley Of Hawaiian Hulas             | Edison Recordings      | 1915          | Pseudonimo di Palakiko Fereirra            |
| On The Beach At Waikiki / Moe Uhane Waltz               | RCA Victor             | 1915          |                                            |
| A Maia O Ka Maoli / Kawaihau                            | Par-O-Ket Records      | ?             |                                            |
| Waia Luliluli / Moana Lua                               | Par-O-Ket Records      | ?             |                                            |
| My Bird Of Paradise / Kaiwaihau Waltz                   | RCA Victor             | 1916          |                                            |
| Maui Aloha / Pua Carnation                              | RCA Victor             | 1916          |                                            |
| Ukulele Blues                                           | Par-O-Ket Records      | 1916          | Lato B Par-O-Ket Dance Orchestra           |
| My Own Iona / My Lonely Lola Lo                         | RCA Victor             | 1916          | Sterling Trio                              |
| Yaddie Kaddie Kiddie Kaddie Koo / Everybody Hula        | RCA Victor             | 1917          |                                            |
| Palakiko Blues                                          | Columbia Records       | 1917          |                                            |
| Kilima Waltz / Ukulele Waltz                            | Par-O-Ket Records      | 1917          |                                            |
| Along The Way To Waikiki                                | Columbia Records       | 1917          |                                            |
| Sweet Lei Lehua                                         | Imperial Records       | 1917          |                                            |
| O Sole Mio                                              | Columbia Records       | 1917          | Lato B duetto Frank Ferera - Irene Greenus |
| Maui Waltz / One, Two, Three, Four                      | Imperial Records       | 1917          |                                            |
| Aloha Land / Hawaii, I'm Lonesome For You               | RCA Victor             | 1917          |                                            |
| Hawaiian Breezes Waltz                                  | Edison Recordings      | 1918          |                                            |
| Hilo March / Kilima Waltz                               | Genneth Records        | 1919          |                                            |
| Varge Bleue / Ciribiribin                               | Empire Records         | 1919          |                                            |
| Christmas Waltz / La Paloma                             | Empire Records         | 1919          |                                            |
| One, Two Three, Four Medley / Kamekameha Waltz          | Gennet Records         | 1920          | Lato a Honolulu Trio                       |
| Wild Flower / Alabama Moon                              | RCA Victor             | 1920          |                                            |
| Wailana Waltz / Beautiful Hawaii                        | Okeh Records           | 1920          |                                            |
| Hawaiian Twilight / Drifting                            | Pathe Recordings       | 1920          |                                            |
| Honolulu Rag / One, Two, Three, Four                    | Banner Records         | 1921          |                                            |
| Dreamy Hawaii / Hawaiian Twilight                       | Banner Records         | ? (ca. 1921)  |                                            |
| Dreamy Hawaii / Drowsy Waters                           | Gennet Records         | 1921          | Lato B Honolulu Trio                       |
| My Hawaiian Melody / Susquehanna Shore                  | Gennet Records         | 1922          | Ferera Hawaiian Trio                       |
| Hawaiian Medley / Maui Waltz                            | Pathe Recordings       | 1922          |                                            |
| Kawaha Waltz / Hilo March                               | Banner Records         | 1921/1922 (?) |                                            |
| O Sole Mio / Rio Nights                                 | Banner Records         | 1922          |                                            |
| O Sole Mio / Palakiko Blues                             | Gennet Records         | 1922          |                                            |
| Maui Waltz / Hawaiian Hulas                             | Gennet Records         | 1922          | Frank Ferrera (!)                          |
| Sweet Hawaiian Girl Of Mine / My Old Kentucky Home      | Banner Records         | 1922          |                                            |
| Pua Mohala / Three O'Clock In The Morning               | Banner Records         | 1922          |                                            |
| Sweet Hawaiian Girl Of Mine / Monalua Hula              | Banner Records         | 1922          |                                            |
| My Sweet Sweeting / My Hawaiian Melody                  | Columbia Records       | 1923          |                                            |
| One Little Smile / Maria Mari                           | Banner Records         | 1923          |                                            |
| Chiri Chiri Bin / La Paloma                             | Banner Records         | 1923          |                                            |
| Annie Laurie / Old Joe Clark                            | Banner Records         | 1923          | Lato B Vernon Dalhart                      |
| Wearing Of The Green / Come Back To Erin                | Banner Records         | 1923          |                                            |
| Silver Threads Among The Gold / Ben Bolt                | Banner Records         | 1923          | Ferera, Franchini and the Hawaiians        |
| Twenty Five Years From Now / De Ducks Done Got Me       | Aeloian Records        | 1924          |                                            |
| Song Of The Volga Boatman / Senora                      | Banner Records         | 1924          | Lato B Frank Ferera's Hawaiian Serenaders  |
| Marcheta / Forget Me Not                                | Banner Records         | 1924          | Lato B Frank Ferera's Hawaiian Serenaders  |
| St. Louis Blues / In The Heart Of Hawaii                | Columbia Records       | 1925          | Art Gillham                                |
| Dreamy Hawaii / Dark Hawaiian Eyes                      | Harmony Records        | 1925          |                                            |
| St. Louis Blues / Southern Blues                        | Diamond Records        | 1925          |                                            |
| La Golondriona / Drowsy Waters                          | Banner Records         | 1925          |                                            |
| Cielito Lindo / Ihu Okamoku                             | Banner Records         | 1925          |                                            |
| Pulu Manu / Sweet Hawaiian Shore                        | Harmony Records        | 1926          |                                            |
| Golden Showers / Laughing Eyes                          | Harmony Records        | 1926          |                                            |
| In A Garden In Hawaii / Kona Waltz                      | Harmony Records        | 1926          |                                            |
| Lady Of Waikiki / Always                                | Banner Records         | 1926          |                                            |
| Kilima Waltz                                            | RCA Victor             | 1926          |                                            |
| Drowsy Moon / My Hawaiian Evenin' Star                  | Columbia Records       | 1926          |                                            |
| Hawaiian Rose / My Hawaiian Star                        | Banner Records         | 1927          |                                            |
| Honolulu Sweetheart / My Own Iona                       | Banner Records         | 1927          | Frank Ferera's Hawaiians                   |
| Winona / Charmaine!                                     | Banner Records         | 1927          | Frank Ferera's Hawaiians                   |
| By The Calm Hawaiian Seas / My Blue Heaven              | Banner Records         | 1927          | Lato B Frank Ferera's Hawaiians            |
| Hawaiian Eyes / Weeping Willow Lane                     | Banner Records         | 1927          | Frank Ferera's Hawaiians                   |
| Maui Chime                                              | Cameo Records          | 1929          |                                            |
| When The Moon Comes Over The Mountains / Beautiful Love | Velvet Tone Recordings | 1931          |                                            |
| Dreamin' / unbekannt                                    | Montgomery Ward        | 1933          |                                            |